# 邓文进
邓文进，隋朝末年唐朝初年民变领袖，广州（今广东省广州市）人。
隋朝末年，邓文进据广州，高法澄据广州番禺县，洗宝彻据新州新兴县，割据岭南。唐高祖武德五年（622年）四月二十七日戊寅，广州的邓文进和隋朝合浦郡太守宁宣、日南郡太守李晙一同归降唐朝。